# Fliegerhorst Jüterbog-Damm

i7
i11
i13
Der Fliegerhorst Jüterbog-Damm war ein Fliegerhorst der Luftwaffe der Wehrmacht im Wohnplatz Damm der Stadt Jüterbog in Brandenburg.

## Geschichte
Im Ersten Weltkrieg wurde das Gelände von 1914 bis 1918 als Artillerie-Fliegerstation Damm genutzt. Nach Kriegsende wurden die Anlagen gemäß dem Friedensvertrag von Versailles entmilitarisiert, da dieser das Betreiben einer Luftwaffe verbot. Daher wurden die errichteten Flugzeughallen zu Lagerräumen umfunktioniert und das Rollfeld, bis auf eine bis September 1928 als Notlandeplatz genutzte Fläche von 500 × 500 m, zu Ackerflächen umgestaltet. Nach der Machtergreifung der Nationalsozialisten wurde der Fliegerhorst ab 1934/35, unter Leitung des seinerzeit bedeutenden deutschen Architekten Max Cetto, massiv ausgebaut. Nachdem die Fliegerhorstkommandantur im Jahre 1935 ihre Arbeit aufnahm, begann der militärische Flugbetrieb. Die Start- und Landebahn hatte einen Grasuntergrund. Im Norden des Fliegerhorstes befanden sich sechs große Hangars. Dahinter waren weitere Wirtschafts- und Unterkunftsgebäude. Um das Flugfeld herum, an der Ost-, Süd- und Südwestseite lagen 20 offene Splitterschutzboxen. Schon ab 1934 befand sich die Bombenschule Jüterbog hier, die später in Kampffliegerschule Jüterbog und Kampffliegerlehrgang Jüterbog umbenannt wurde. Weitere Flieger-Ausbildungs-Regimenter, Flugzeugführerschulen sowie eine Nahaufklärerschule und das Nahaufklärungsgeschwader 102 (ab Dezember 1944 in Aufklärungsgeschwader 103 umbenannt) lagen hier bis 1945.

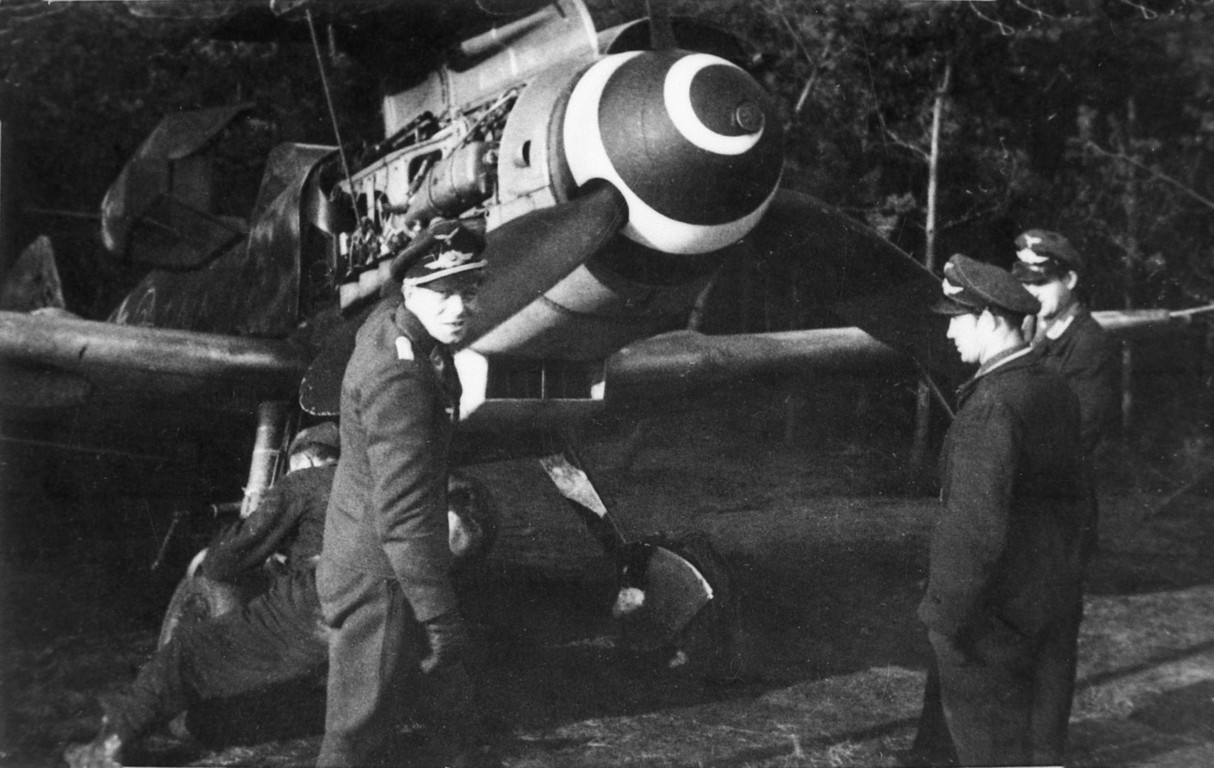
Leutnant Karl Kraft mit einer Messerschmitt Bf 109 G-14/AS der 7. Staffel des Jagdgeschwaders 300 "Wilde Sau", im Juni 1944 in Jüterbog-Damm.

Als erste fliegende aktive Einheit war hier, ab Oktober 1935, die II./JG 132 mit ihren Heinkel He 51A stationiert. Die folgende Tabelle zeigt eine Auflistung ausgesuchter fliegender aktiver Einheiten (ohne Schul- und Ergänzungsverbände) der Luftwaffe die hier zwischen 1935 und 1945 stationiert waren.
| Von           | Bis           | Einheit                                                             | Ausrüstung                                                  |
| ------------- | ------------- | ------------------------------------------------------------------- | ----------------------------------------------------------- |
| Oktober 1935  | Oktober 1938  | II./JG 132 (II. Gruppe des Jagdgeschwaders 132)                     | Heinkel He 51, Messerschmitt Bf 109B, Messerschmitt Bf 109D |
| Juli 1938     | August 1938   | III./JG 132                                                         | Arado Ar 68, Heinkel He 112B                                |
| November 1938 | August 1939   | III.(Aufkl.)/LG 2 (III. (Aufklärungs-)Gruppe des Lehrgeschwaders 2) | Dornier Do 17P, Henschel Hs 126, Heinkel He 46              |
| November 1938 | Dezember 1938 | I./JG 141                                                           | Messerschmitt Bf 109D                                       |
| Januar 1939   | April 1939    | I./ZG 141                                                           | Messerschmitt Bf 109D                                       |
| Mai 1939      | August 1939   | I./ZG 1                                                             | Messerschmitt Bf 109D, Messerschmitt Bf 110B                |
| Mai 1944      | Mai 1944      | III./KG 3 (III. Gruppe des Kampfgeschwaders 3)                      | Heinkel He 111H-6                                           |
| Oktober 1944  | Dezember 1944 | Stab, III./JG 300                                                   | Messerschmitt Bf 109G-6, Messerschmitt Bf 109G-14           |
| November 1944 | Dezember 1944 | II./JG 77                                                           | Messerschmitt Bf 109G-10, Messerschmitt Bf 109G-14          |
| Februar 1945  | April 1945    | Stab, III./JG 4                                                     | Messerschmitt Bf 109G, Messerschmitt Bf 109K                |

Am 22./23. April 1945 besetzten sowjetische Streitkräfte der 1. Ukrainischen Front den Fliegerhorst, der anschließend noch bis zur Einstellung der Kampfhandlungen von mit IL-2 ausgerüsteten Einheiten des 1. Gardeschlachtfliegerkorps innerhalb der 2. Luftarmee genutzt wurde. Nach Ende des Krieges wurden drei der sechs Flugzeughallen demontiert und als Reparationsleistungen in die Sowjetunion verschickt. Die restlichen Anlagen dienten ab 1945 zur Unterbringung des 853. SAM (Fliegerwerkstatt, später 307. ARS) als Instandsetzungswerk von Luftfahrzeugen der 16. Luftarmee. Von 1950 bis 1964 war in Jüterbog-Damm das 18. GwOA, eine Verbindungsfliegereinheit, stationiert. Sie war mit Po-2 und Jak-12 ausgerüstet und ab 1957 auch mit Hubschraubern vom Typ SM-1 und Mi-4. Etwa 1960 wurde eine mit S-75 ausgestattete Fla-Raketenstellung errichtet. Auch wurde der Platz von den sowjetischen Landstreitkräften genutzt. Nach dem Abzug der GSSD wurde das Gelände im Juni 1994 den deutschen Behörden übergeben, die es zur Konversionsfläche erklären und den Flugplatz schließen ließen.